# Casa Requena
Casa Requena es una pedanía del municipio de Moratalla de la comarca natural del noroeste de la Región de Murcia.
https://www.facebook.com/casarequenaexiste
Casa Requena se encuentra enclavada entre las pedanías de Mazuza y Otos en las tierras altas de Moratalla a una altitud media de 900 m s. n. m. y a los pies del Castillo de Priego (ruinas) el que fue uno de los más importantes de toda la zona.
En 2023, cuenta con una población empadronada de unos 40 habitantes, sobre todo de edad avanzada.
Cuenta con dos antiguos lavaderos para lavar la ropa, un horno moruno comunal, recientemente restaurado,https://www.facebook.com/groups/1280726811973997/permalink/1456919481021395/ además cuenta con un Salón Social municipal.
En las inmediaciones, en el Cortijo de Priego también de Casa Requena existen dos sabinas protegidas con más de dos mil años de antigüedad (las Sabinas de Priego) además también un moral, protegido también, con casi dos mil años de antigüedad (El Moral de Priego). 
Principalmente se cultiva el olivo y el almendro además de verduras y hortalizas en pequeñas huertas para su propio consumo, huertas que son regadas por el principal arroyo, El Arroyo de los Frailes el cual también abastece a los dos lavaderos y dos medianas balsas.
Este arroyo nace en las sierras de la vecina pedanía de Mazuza y transcurre por Casa Requena y desemboca en el Embalse del Cenajo.
Sus fiestas patronales se celebran en honor a la Patrona Santa Bárbara, patrona de Benizár en el mes de junio.
- Datos: Q105690912